# Musaria affinis
Musaria affinis је врста инсекта из реда тврдокрилаца (Coleoptera) и породице стрижибуба (Cerambycidae). Сврстана је у потпородицу Lamiinae.

## Распрострањеност и станиште
Врста је распрострањена на подручју Европе (осим на северу), Русије и Кавказа. У Србији се среће спорадично, углавном на застепљеним ливадама.

## Опис
Тело и глава су црни, пронотум и доња страна тела су црвеножуте боје и мат. На пронотуму су две црне пеге, а база пронотума је црна. Шаре на пронотуму су веома варијабилне (понекад је и потпуно црн). Дужина тела је од 9 до 16 mm.

## Биологија
Животни циклус траје годину дана. Ларве се развијају у стабљикама и корену зељастих биљака, а адулти се налазе на стабљикама и цветовима. Као биљка домаћин јављају се врсте из родова Chaerophyllum, Laserpitium, Anthriscus, Pastinacia, Bupleurum, Imperatoria итд. Одрасле јединке се срећу од маја до јула.

## Галерија
- парење
- парење
- парење

## Синоними
- Phytoecia affinis (Harrer, 1784)
- Leptura affinis Harrer, 1784
- Saperda affinis (Harrer, 1784)
- Phytoecia (Musaria) nigripes Aurivillius, 1923
- Musaria nigripes (Aurivillius, 1923)